# Conocalama violipennis
Conocalama violipennis är en stekelart som beskrevs av Stephen Donald Hopper 1939. Conocalama violipennis ingår i släktet Conocalama och familjen brokparasitsteklar. Inga underarter finns listade i Catalogue of Life.